# Campos Verdes
Campos Verdes is een gemeente in de Braziliaanse deelstaat Goiás. De gemeente telt 6.331 inwoners (schatting 2009).

## Aangrenzende gemeenten
De gemeente grenst aan Alto Horizonte, Mara Rosa, Pilar de Goiás en Santa Terezinha de Goiás.